# 中莫諾省

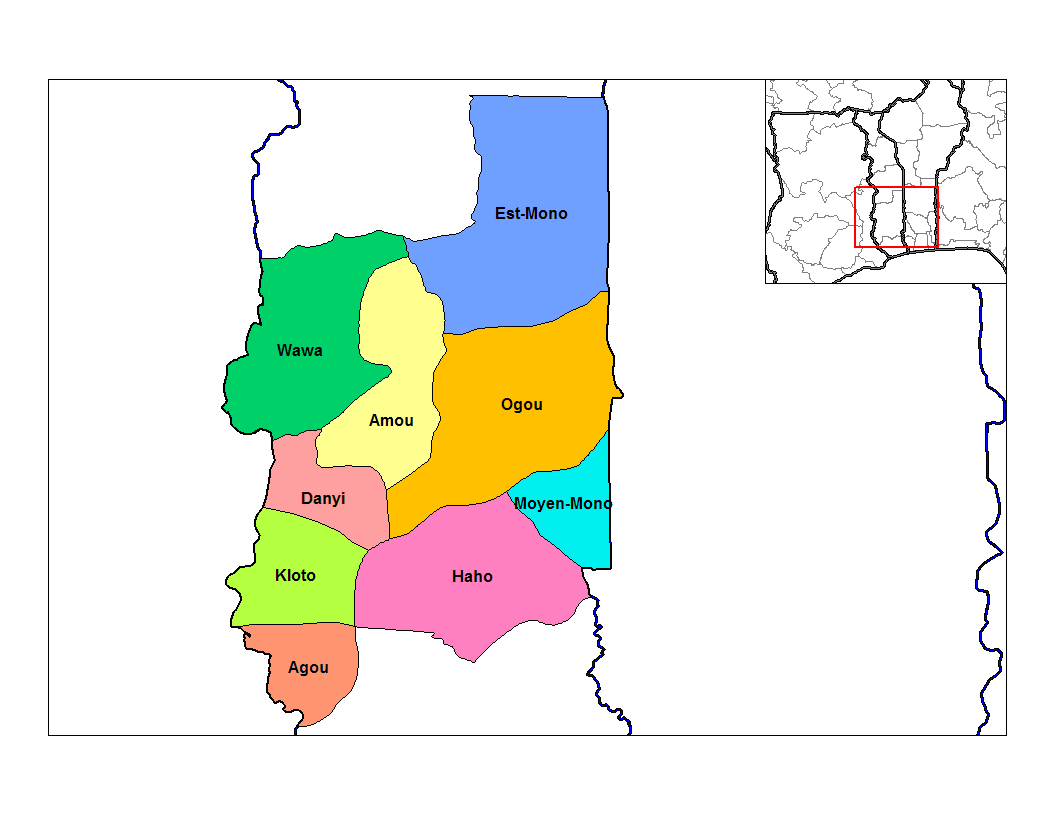

7°01′23″N 1°36′54″E / 7.02306°N 1.61500°E
中莫諾省（法語：Préfecture du Moyen-Mono），是多哥的30個省份之一，位於該國中南部，由高原區負責管轄，首府設於托洪，面積607平方公里，2010年人口77,286，人口密度每平方公里127.3人。